# Joan Deulofeu i Arquer
Joan Deulofeu i Arquer (Badalona, 16 de desembre de 1899-Colòmbia, 16 d'agost de 1949) va ser un enginyer i polític català. Va ser alcalde de Badalona el 1934 i el 1936.

## Biografia
Nascut en una família benestant, era el tercer fill de Joan Deulofeu i Aulet i de Francesca Arquer i Figuerola. La família regentava una botiga al llavors carrer de Prat de la Riba, coneguda com a Ca la Quima Llaunera.
Va estudiar a l'escola dels Maristes de Badalona. El 1921 es va llicenciar en enginyeria industrial. Va treballar a l'empresa Torras Herrería y Construcciones, amb la qual va participar en la confecció dels plànols del Mercat Central de València, l'edifici de la Telefònica –el primer d'estructura metàl·lica d'Espanya– o el de La Unión y el Fénix Español. Projectà i dirigí la construcció del transbordador aeri del port de Barcelona, inaugurat el 1931. També destaca, per la seva importància i envergadura, l'Estació de Portbou.
Militant d'Esquerra Republicana de Catalunya, el 1934 va ser elegit alcalde de Badalona. És d'esment que Deulofeu va tenir com a secretari a Andreu Nin. Durant l'alcaldia va intentar anivellar el pressupost de l'Ajuntament, a causa de la mala gestió heretada de governs anteriors, introduint millores com la simplificació dels tributs i la reducció de la burocràcia municipal. Tanmateix el mandat va ser breu perquè va ser detingut a causa dels fets d'octubre i suspès del càrrec i empresonat al vaixell Uruguay fins al gener de 1935.
En integrar-se a l'alcaldia després del triomf del Front Popular el febrer de 1936, amb el decret de restabliment dels ajuntaments cessats, va dimitir al cap de poc temps per motius de salut i va ser substituït per Frederic Xifré. Durant la guerra civil va ocupar un càrrec de responsabilitat a la Comissió d'Indústries de Guerra. Acabat el conflicte va exiliar-se a França, i des d'allà a Amèrica del Sud. S'instal·là a Bogotà, on va treballar fent petites feines de professor naval i, més tard, com a cap del departament tècnic de la fàbrica Talleres Centrales. Va morir a Colòmbia, amb la seva muller, en un accident d'aviació el 16 d'agost de 1949.